# Beat Küttel
Beat Küttel, geboren als Joseph Marcel (* 2. Juni 1733 in Gersau, Kanton Schwyz; † 18. Mai 1808 in Einsiedeln, Kanton Schwyz) war ein Schweizer Benediktiner und letzter Fürstabt des Klosters Einsiedeln. Er führte die Abtei durch die Wirren der Französischen Revolution sowie der Helvetik und war ein entschiedener Gegner der Ideen der Katholischen Aufklärung.

## Leben
Sein Vater, Johann Georg, bekleidete in seiner Heimat, der freien Republik Gersau, das Amt des Landammanns. Gut 18-jährig legte er am 29. September 1751 im Kloster Einsiedeln die Profess ab. 1755 wurde er zum Priester geweiht. Sein erstes Aufgabenfeld wurde ihm in der Klosterschule zugeteilt, zu dessen Vorsteher er 1762 ernannt wurde. Vier Jahre später übernahm er einen weiteren wichtigen Posten innerhalb der Gemeinschaft, jenen des für die ökonomischen Belange zuständigen Statthalters. 1774 wurde er als Dekan zum Stellvertreter des Abtes ernannt.
Am 4. Dezember 1780 wurde er von seinen Mitbrüdern zum Abt von Einsiedeln gewählt. Während sich sein Vorgänger, Marian Müller, offen für verschiedene Anliegen der Aufklärung zeigte, erwies er sich seit jeher als deren entschiedener Gegner. Kurze Zeit nach Antritt seines Abbatiats schickte er deshalb aufklärerisch gesinnte Mitbrüder auf Aussenposten.
1782 beendete er mit einem Konkordat einen jahrhundertelangen Streit mit dem Bistum Konstanz, wobei der Fürstabtei nun definitiv die Exemtion zugesprochen wurde. Nach Ausbruch der Französischen Revolution suchte er mittels Getreideimporten und subventioniertem Brot das Leid der Einsiedler Bevölkerung zu mindern, während unter ihm zwischen 1789 und 1798 über 2'000 französische Revolutionsflüchtlinge – meist Geistliche aus dem Elsass – für längere oder kürzere Zeit Zuflucht fanden. Mittels bewusster Beziehungspflege zu verschiedenen Machtträgern innerhalb wie ausserhalb der Eidgenossenschaft – etwa zu Franz II., dem er zwei Mal ein Darlehen in der Höhe von 100'000 Gulden zur Finanzierung des Ersten Koalitionskrieges erteilte – versuchte er, den Fortbestand seiner Fürstabtei in den Stürmen der Zeit zu sichern.
Kurz vor der französischen Besetzung und Plünderung Einsiedelns Anfang Mai 1798 floh er in die klösterlichen Besitzungen im vorarlbergischen St. Gerold. Nach seiner Rückkehr 1802 leitete er den inneren und äusseren Wiederaufbau des Klosters, wobei er mit allen Anstrengungen versuchte, im restaurativen Sinne die Zustände des Ancien Régime wiederherzustellen.